# Мартино, Джакомо (губернатор)
Джакомо де Мартино (итал. Giacomo De Martino; 21 сентября 1849, Лондон — 23 ноября 1921, Бенгази) — итальянский государственный деятель, сенатор; губернатор колонии Итальянская Киренаика с 1 июля 1919 по 23 ноября 1921 года.

## Биография
Джакомо Мартино родился 21 сентября 1849 года в столице Британской империи, городе Лондон. Сделал политическую карьеру: был избран членом провинциального совета Неаполя и депутатом в коллегии Неаполя. Затем стал заместителем министра общественных работ (1896—1898) и заместителем министра иностранных дел Королевства Италия (1901). Являлся также членом Палаты депутатов Королевства Италия в период с 1890 по 1900 год. Затем стал итальянским посланником в Каире. 4 марта 1905 года Мартино был назначен сенатором, а в 1920 году король Виктор Эммануил III присвоил ему титул графа.
Мартино занимал также несколько колониальных постов: являлся губернатором Итальянского Сомали (1910—1916) и Эритреи (1916—1919). В период с 1 июля 1919 по 23 ноября 1921 года состоял губернатором колонии Итальянская Киренаика — сменил на посту губернатора генерал-лейтенанта Винченцо Гариони. Мартино умер на данном посту в городе Бенгази.

## Работы
- Le concessioni fondiarie e l’organizzazione del Benadir, Roma 1909;
- Relazione sulla Somalia italiana per l’anno 1910, Roma 1910—1911;
- La Somalia Italiana nei Tre Anni del mio Governo, 1912;
- La Somalia nostra, Bergamo 1913.